# Ганс Шток
Ганс Шток (нім. Hans Stock; 2 серпня 1915, Лар — 4 травня 1943, Атлантичний океан) — німецький офіцер-підводник, корветтен-капітан крігсмаріне.

## Біографія
5 квітня 1935 року вступив на флот. З листопада 1937 року служив в 1-й ескадрильї 606-ї групи берегової авіації. В січні-червні 1941 року пройшов курс підводника. З червня 1941 року — 1-й вахтовий офіцер на підводному човні U-96. В жовтні-листопаді пройшов курс командира човна. З 9 грудня 1941 року — командир U-659, на якому здійснив 5 походів (разом 132 дні в морі). 4 травня 1943 року U-659 затонув у Північній Атлантиці західніше мису Фіністерре (43°32′ пн. ш. 13°20′ зх. д.) після зіткнення з U-439. 3 члени екіпажу вціліли, 44 (включаючи Штока) загинули.
Всього за час бойових дій потопив 1 корабель водотоннажністю 7519 тонн і пошкодив 3 кораблі загальною водотоннажністю 21 565 тонн.
| Дата            | Назва корабля            | Тип               | Тоннаж | Вантаж                                                                       | Екіпаж | Загинули | Країна             | Конвой |
| --------------- | ------------------------ | ----------------- | ------ | ---------------------------------------------------------------------------- | ------ | -------- | ------------------ | ------ |
| 10 вересня 1942 | Empire Oil (пошкоджений) | Паровий танкер    | 8,029  | Баласт                                                                       | 53     | 2        | Британська імперія | ON-127 |
| 30 жовтня 1942  | Bullmouth                | Тепловий танкер   | 7,519  | Баласт                                                                       | 56     | 50       | Британська імперія | SL-125 |
| 30 жовтня 1942  | Corinaldo (пошкоджений)  | Торговий пароплав | 7,131  | 5141 тонна мороженого м'яса                                                  | 58     | 0        | Британська імперія | SL-125 |
| 30 жовтня 1942  | Tasmania (пошкоджений)   | Торговий теплохід | 6,405  | 8500 тонн продуктів харчування, чаю, джуту, 2000 тонн чавуну і 400 тонн руди | 90     | 0        | Британська імперія | SL-125 |

## Звання
- Кандидат в офіцери (5 квітня 1935)
- Морський кадет (25 вересня 1935)
- Фенріх-цур-зее (1 липня 1936)
- Оберфенріх-цур-зее (1 січня 1938)
- Лейтенант-цур-зее (1 квітня 1938)
- Оберлейтенант-цур-зее (1 жовтня 1939)
- Капітан-лейтенант (1 липня 1942)
- Корветтен-капітан (1 травня 1943; посмертно заднім числом)

## Нагороди
- Медаль «За вислугу років у Вермахті» 4-го класу (4 роки)